# Echinosepala uncinata
Echinosepala uncinata là một loài thực vật có hoa trong họ Lan. Loài này được (Fawc.) Pridgeon & M.W.Chase mô tả khoa học đầu tiên năm 2002.